# Amun-her-khepeixef (fill de Senusret III)
Amum-Her-Khepeixef (Jmn ḥr ḫpš=f, "Amon és amb el seu braç fort"; † c. 1883 aC) va ser un príncep egipci de la XII dinastia. Va ser fill suposadament del faraó Senusret III i la reina Hathorhotep.
| i | mn · n | F24 · f |

| i | mn · n | F24 · f |

Va morir als dos anys i va ser enterrat a Egipte, probablement a Dashur. La seva mòmia va ser robada per lladres de tombes i va ser comprada per Henry Sheldon a uns mariners espanyols que eren a Nova York el 1886 per exposar-la al seu museu.
Tanmateix, la mòmia va arribar en tan mal estat que va quedar relegada a les golfes. Després de la mort de Sheldon, hi va romandre fins al 1945, quan un comissari anomenat George Mead se la va trobar. Tement que la mòmia pogués ser desenterrada per estudiants bromistes si l'enterraven sencera, la va fer cremar al forn del seu veí el 1950 i la va enterrar a la parcel·la familiar amb una làpida. La seva tomba és a continuació de la del general Hastings Warren i prop de la del representant de Vermont Daniel Chipman.